# Энфилд (стадион)
«Э́нфилд» (англ. Anfield) — футбольный стадион в Ливерпуле (Англия). Вмещает 61 276 зрителей, входит в десятку наиболее вместительных стадионов Англии. Домашний стадион футбольного клуба «Ливерпуль» на протяжении всей его истории (с 1892 года). С 1884 по 1891 год «Энфилд» был домашним стадионом «Эвертона» до переезда клуба на «Гудисон Парк» из-за споров об оплате аренды стадиона.
Стадион имеет 4 трибуны: Спион Коп, главная трибуна, трибуна имени сэра Кенни Далглиша и «Энфилд Роуд». Рекорд посещаемости стадиона был установлен в 1952 году, когда на матч с «Вулверхэмптон Уондерерс» собралось 61 905 зрителей. В результате доклада Тейлора о трагедии на «Хиллсборо» с 1994 года все места на стадионе стали сидячими, что значительно уменьшило вместимость стадиона. Также на территории стадиона находятся двое ворот, названных в честь двух тренеров «Ливерпуля»: Боба Пейсли и Билла Шенкли. За пределами стадиона установлен памятник Шенкли.
Планировалось заменить «Энфилд» на строящийся «Стэнли Парк». Это предложение было выдвинуто владельцами клуба Томом Хиксом и Джорджем Джилеттом, но вскоре отвергнуто организацией Fenway Sports Group, владеющей стадионом до сих пор.
В декабре 2014 года было начато расширение главной трибуны, предполагающее увеличение вместимости стадиона свыше 61 тысячи зрителей. Расширение планируется закончить в первом квартале 2024 года.

## История
Участок земли, на котором располагался «Энфилд», открытый в 1884 году, первоначально принадлежал пивовару Джону Оррелу, другу Джона Хоулдинга, который арендовал землю будущего стадиона у Оррела. «Эвертону», после многочисленных беспорядков болельщиков, было запрещено играть на Прайори Роуд, и команда нуждалась в новом месте для проведения матчей, и Оррел позволил за небольшую плату использовать свою землю на Энфилд Роуд, где вскоре было сооружено футбольное поле. Первая игра, проведенная, на «Энфилде» состоялась 28 сентября 1884 года между «Эвертоном» и «Эрлстаун», где хозяева выиграли 5:0.
С 1884 по 1892 год «Энфилд» служил домашней ареной ФК «Эвертон».
За время пребывания «Эвертона» на стадионе была установлена маленькая трибуна для 8000 зрителей, регулярно посещающих игры, хотя на матче присутствовало порядка 20 тысяч стоячих зрителей, находившихся вокруг поля. Первый матч первого сезона Футбольной лиги здесь был сыгран 8 сентября 1888 года, между «Эвертоном» и ланкаширской командой «Аккрингтон». «Эвертон» быстро вырос как команда и три года спустя, в сезоне 1890/1891, он стал чемпионом лиги.
Однако этот успех не был без недостатков. После победы в 1891 году Хоулдинг купил участок у Оррела и предложил увеличить арендную плату со 100 до 250 фунтов ежегодно. С общего собрания членов клуба Хоулдинг был вынужден уйти, а «Эвертон», отказавшись удовлетворить его требования, переехал на «Гудисон Парк». Хоулдинг остался один с пустым стадионом, и 15 марта 1892 года было принято решение сформировать новый футбольный клуб. Команду назвали «Ливерпуль», и их первый матч на «Энфилде» был сыгран 1 сентября 1892 года против «Ротерем Таун», который мерсисайдцы выиграли 7:1.

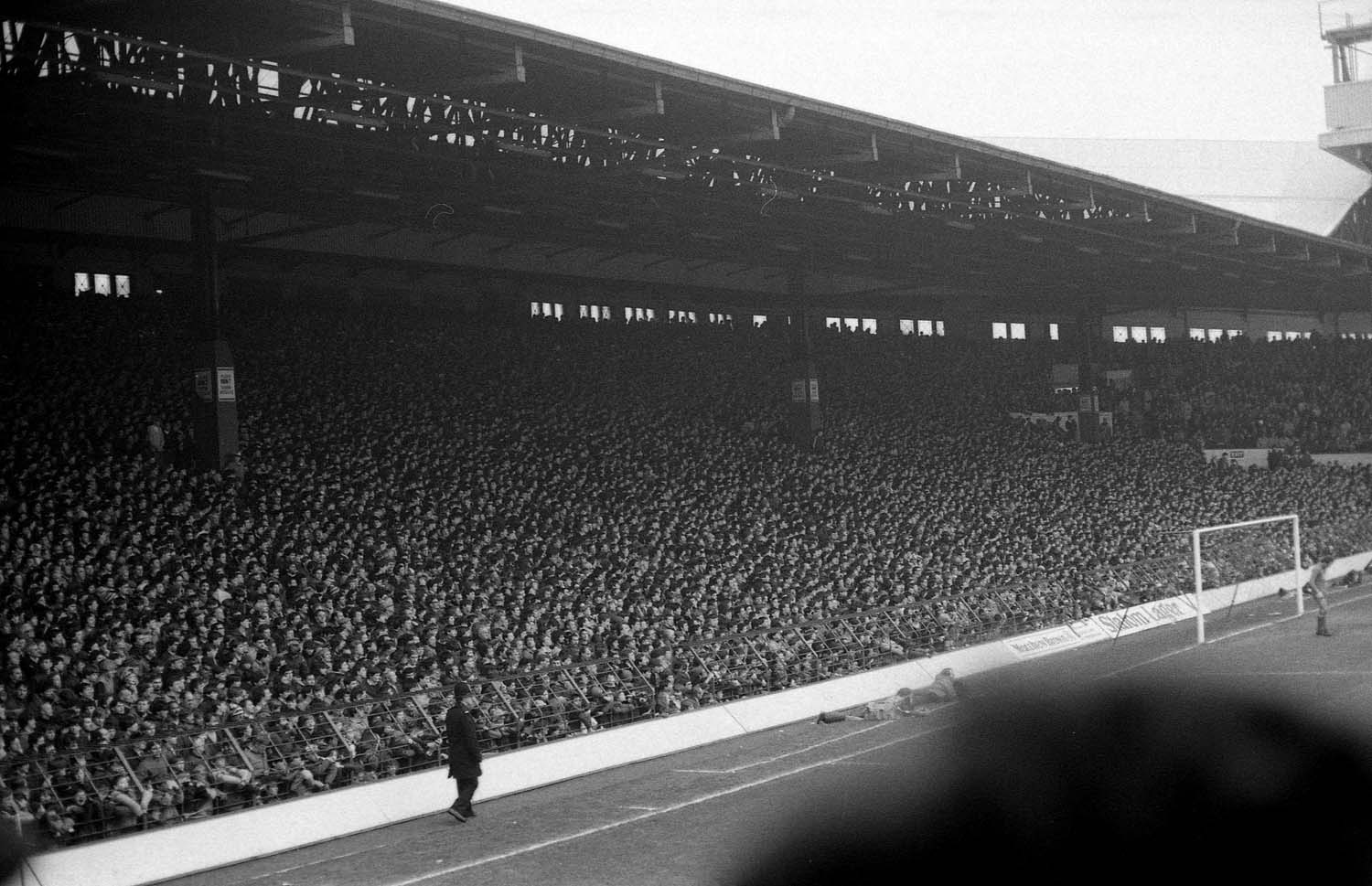
Трибуна Спион Коп в 1983. В 1990-х на трибуне запретили стоячие места. Это было сделано согласно Докладу Тейлора после Трагедии на Хиллсборо в 1989.

Первый матч на «Энфилде» в рамках Футбольной лиги «Ливерпуль» сыграл 9 сентября 1893 года против «Линкольн Сити», победив 4:0 в присутствии 5000 зрителей. Новая трибуна, построенная в 1895 году, вмещала 3000 зрителей и стояла на месте современной «Мэйн Стэнд».
Трибуна имела отличительный красно-белый фронтон, подобно главной трибуне на «Сент-Джеймс Парк» стадиона «Ньюкасл Юнайтед». Другая трибуна была построена вдоль Энфилд Роуд в 1903 году из древесины и рифлёного железа. После того как «Ливерпуль» выиграл свой второй чемпионский титул в 1906 году, была построена новая трибуна вдоль Уолтон Брэйк Роуд. Журналист Эрнест Эдвардс, который был спортивным редактором местных газет «Liverpool Daily Post» и «Liverpool Echo», окрестил её «Спион Коп» («Шпионский Холм») в честь известного холма в ЮАР, где местный полк при попытке захватить стратегическую высоту понёс тяжёлые потери во время Англо-бурской войны в 1900 году. В ходе сражения больше трёхсот солдат погибли, многие из них были из Ливерпуля. Тогда же была построена трибуна вдоль Кемлин Роуд.
Стадион оставался почти таким же до 1928 года, когда трибуна «Коп» была перепроектирована и расширена до 30 000 мест, а также установлена крыша. У многих стадионов в Англии были трибуны, названные в честь «Спион Коп», однако на «Энфилде» трибуна с таким именем была самая большая в стране на то время.

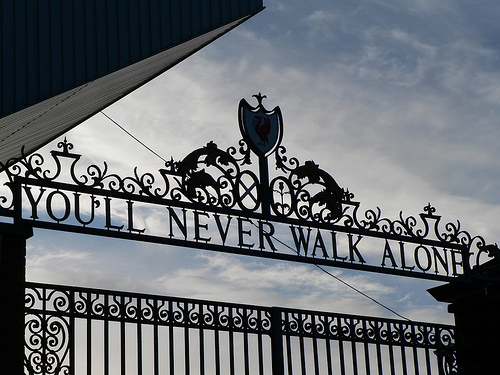
Ворота Шенкли

В 1957 году было установлено освещение и 30 октября оно было включено впервые на матче против «Эвертона», в честь 75-летней годовщины Футбольной ассоциации ливерпульского графства. В 1963 году старая трибуна «Кемлин Роуд» была заменена консольной конструкцией, вмещающей 6700 зрителей и стоимостью 350 000 фунтов. Два года спустя появилась крыша над всей трибуной «Энфилд Роуд». Самая большая перестройка была в 1973 году, когда старая «Мэйн Стэнд» была разобрана и построена заново. В то же самое время было заменено освещение вдоль «Кемлин Роуд» и «Мэйн Стэнд». Новую трибуну официально открыл Граф Кент 10 марта 1973 года. В 1980-х передняя часть «Мэйн Стэнд» была оборудована сидячими местами, а в 1982 году сидячие места появились на «Энфилд Роуд». В 1982 году были установлены Ворота Шенкли, как дань памяти знаменитому менеджеру Биллу Шенкли. Честь символического первого открытия ворот 26 августа 1982 года была предоставлена вдове Шенкли — Несси. Вдоль Ворот Шенкли идёт надпись «You’ll Never Walk Alone» — слова из хита Gerry & The Pacemakers, который для поклонников «Ливерпуля» стал гимном клуба.

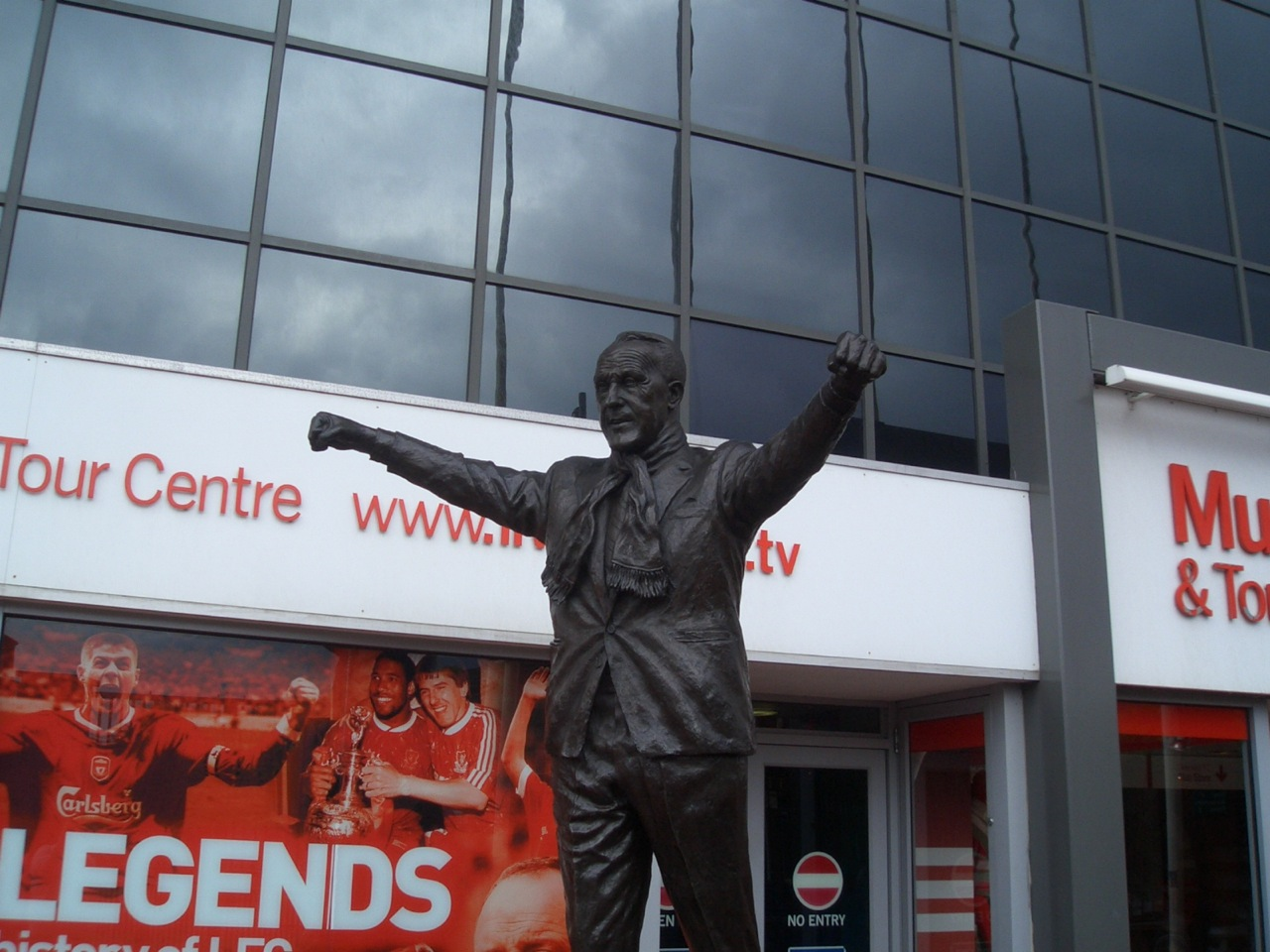
Статуя Шенкли перед «Энфилдом»

В 1987 году к «Кемлин Роуд» была добавлена полицейская комната. В 1989 году, после трагедии на «Хиллсборо», Доклад Тейлора предписал переоборудовать все стадионы в стране к маю 1994 года так, чтобы остались только сидячие места.
В 1992 году был добавлен второй ярус на «Кемлин», вмещающий 11 000 индивидуальных сидячих мест. Планы расширить трибуну были ещё ранее, но два пожилых жителя, участки которых прилегали к Кемлин Роуд, отказались сдвигать свои дома, и планы пришлось отложить. Когда один из них умер, другие всё-таки решились съехать, и планы расширения были запущены. Новая трибуна была официально открыта 1 сентября 1992 года президентом УЕФА Леннартом Юханссоном и переименована в «Сентенери Стэнд». «Коп» была реконструирована в 1994 году после Доклада Тейлора и оборудована только сидячими местами в последнюю очередь, вместимость трибуны значительно уменьшилась — до 12 390.
4 декабря 1997 года, статуя Билла Шенкли, отлитого в бронзе, была представлена в центре площади перед трибуной «Коп». 8-футовая статуя изображает фигуру Шенкли с клубным шарфом вокруг его шеи в знакомой позе принимающим аплодисменты от болельщиков. На статуе написано «Он делал людей счастливыми». Мемориал Хиллсборо расположен рядом с Воротами Шенкли и всегда украшен цветами в память о 96 болельщиках, погибших на «Хиллсборо». В центре мемориала зажжён вечный огонь, демонстрирующий, что о тех, кто погиб, никогда не забудут.
Очередное изменение в «Энфилд» было внесено в 1998 году, когда открылась обновлённая двухъярусная трибуна «Энфилд Роуд».
30 января 2020 года снаружи от главной трибуны в Пейсли-Сквер была представлена бронзовая статуя Боба Пейсли. Статуя была поручена главным спонсором клуба — Standard Chartered — как презент на десятую годовщину отношений с командой. Высота статуи — 2.4 метра, изображает она легендарный момент клубной истории, где Пейсли несёт будущего капитана команды Эмлина Хьюза с поля во время матча против «Тоттенхэма» на «Энфилде» в апреле 1968 года. 

## Структура

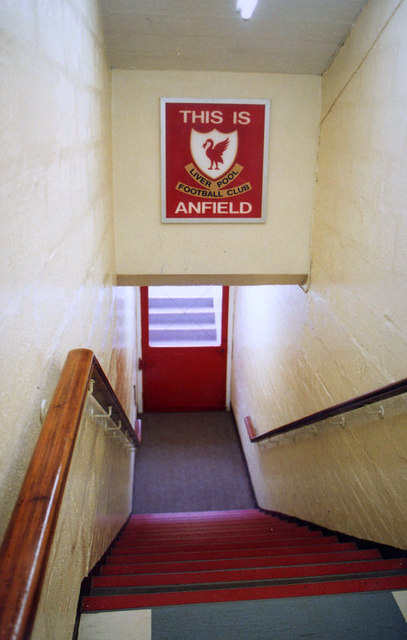
Надпись-талисман перед выходом на поле футболистов (анг. «This Is — „Anfield“») «Это — „Энфилд“»

Вход на стадион осуществляется с помощью радиочастотной идентификационной смарт-карты (RFID). Эта система была введена в 2005 году на всех 80 турникетах стадиона.
Поле окружено четырьмя крытыми трибунами:
- «Спион Коп»;
- «Мейн Стэнд» (главная трибуна);
- «Кенни Далглиш Стэнд»;
- «Энфилд Роуд».

Трибуна «Мейн Стэнд» — трёхъярусная,
«Кенни Далглиш Стэнд» и «Энфилд Роуд» — двухъярусные, «Коп» — одноярусная.
Трибуна «Кенни Далглиш Стэнд» изначально называлась «Кемлин Роуд», но после того, как был достроен второй ярус, трибуна была переименована к столетней годовщине клуба в «Сентенери Стэнд». Однако в 2017 году в честь легенды клуба Кенни Далглиша трибуна была переименована вновь.
Вместимость трибуны в общей сложности 11 762 места — 4600 мест на верхнем ярусе и 6814 на нижнем.
Трибуна «Энфилд Роуд» вмещает всего 9074 зрителя, из них 2654 места на верхнем ярусе, 6391 на нижнем и 29 мест для инвалидов.
Трибуна «Коп» был первоначально построен как открытая трибуна вместимостью примерно 30 000 зрителей, крыша была добавлена в 1928 году. Однако после трагедии на «Хиллсборо» и последующего Доклада Тэйлора был построен новый «Коп» с вместимостью 12 409 мест.
Под «Мейн Стэнд» расположены раздевалки для тренеров, судей и игроков. Трибуна на 12 277 мест, состоит из 9597 обыкновенных мест, 2409 в паддоке, 177 мест для руководящих составов, 54 места для прессы, 32 места для людей на инвалидных креслах, 36 мест для людей со слабым зрением, и местом для одного личного помощника, так же предоставлены наушники с полным комментарием происходящего на поле.
Над лестницей, которая ведёт вниз на поле, висит табличка: «Это — „Энфилд“». Её цель состоит в том, чтобы одновременно запугать соперника и принести удачу тем, кто её касается. Соответственно, игроки «Ливерпуля» и тренерский штаб, проходя внизу, касаются вывески одной или обеими руками.